# Część wspólna
Część wspólna, przekrój,  przecięcie, iloczyn mnogościowy – zbiór zawierający te i tylko te elementy, które należą jednocześnie do obu/wszystkich wybranych zbiorów. Część wspólną definiuje się także dla dowolnych niepustych rodzin zbiorów.

## Definicje

Przekrój zbiorów i oznaczony kolorem fioletowym

Część wspólna zbiorów {\displaystyle A} i {\displaystyle B} to zbiór, do którego należą te elementy zbioru {\displaystyle A,} które należą również do {\displaystyle B}. Część wspólna zbiorów {\displaystyle A} i {\displaystyle B} jest oznaczana przez {\displaystyle A\cap B.} Tak więc:
{\displaystyle x\in (A\cap B)\Leftrightarrow (x\in A)\land (x\in B)},
co jest równoważne zapisowi
{\displaystyle A\cap B=\{x\in \Omega :x\in A\wedge x\in B\}},
gdzie {\displaystyle \Omega } jest zbiorem wszystkich rozważanych elementów zwanym przestrzenią lub uniwersum.
Część wspólną można zdefiniować także dla dowolnej, niepustej rodziny zbiorów: jeżeli {\displaystyle {\mathcal {A}}} jest niepustą rodziną zbiorów, to jej część wspólną definiuje się jako zbiór {\displaystyle \bigcap {\mathcal {A}}} elementów należących jednocześnie do wszystkich zbiorów z rodziny {\displaystyle {\mathcal {A}}}:
{\displaystyle x\in \bigcap {\mathcal {A}}\Leftrightarrow {\Big (}(\forall A\in {\mathcal {A}})(x\in A){\Big )}.}
Można to równoważnie zapisać jako
{\displaystyle \bigcap {\mathcal {A}}=\{x\in \Omega :(\forall A\in {\mathcal {A}})(x\in A)\}}.
Podobnie dla indeksowanej rodziny zbiorów {\displaystyle (A_{i})_{i\in I},} gdzie zbiór indeksów {\displaystyle I} jest niepusty, część wspólną definiuje się jako
{\displaystyle \bigcap _{i\in I}A_{i}=\{a\in \Omega :(\forall i\in I)(a\in A_{i})\},}
co jest równoważne
{\displaystyle a\in \bigcap _{i\in I}A_{i}\Leftrightarrow {\Big (}(\forall i\in I)(a\in A_{i}){\Big )}}.

## Przykłady
- Niech {\displaystyle \mathbb {N} } będzie zbiorem liczb naturalnych, a {\displaystyle P} niech będzie zbiorem parzystych liczb całkowitych. Wówczas {\displaystyle \mathbb {N} \cap P} jest zbiorem wszystkich parzystych liczb naturalnych, tzn.

{\displaystyle \mathbb {N} \cap P=\{n\in \mathbb {N} :2} dzieli {\displaystyle n\}.}
- {\displaystyle (0,1)\cap [1,2]=\varnothing ,} ale {\displaystyle [0,1]\cap [1,2]=\{1\}}
- {\displaystyle \bigcap _{n\in \mathbb {N} }\left(1-{\frac {1}{n+1}},1+{\frac {1}{n+1}}\right)=\{1\}}
- Niech {\displaystyle {\mathfrak {A}}} będzie rodziną wszystkich otwartych przedziałów o końcach wymiernych zawierających odcinek {\displaystyle [{\sqrt {2}},{\sqrt {5}}).} Wówczas

{\displaystyle \bigcap {\mathfrak {A}}=[{\sqrt {2}},{\sqrt {5}}].}

## Własności

### Operacje skończone
Dla dowolnych zbiorów {\displaystyle A,B,C} zachodzą następujące równości:
- {\displaystyle \bigcap \{A\}=A=A\cap A,}
- {\displaystyle \bigcap \{A,B\}=A\cap B,}
- {\displaystyle (A\cap B)\cap C=A\cap (B\cap C)}[2]     (łączność),
- {\displaystyle A\cap B=B\cap A}[2]     (przemienność),
- {\displaystyle (A\cap B)\cup C=(A\cup C)\cap (B\cup C)} oraz {\displaystyle (A\cup B)\cap C=(A\cap C)\cup (B\cap C)}[15]     (rozdzielność każdego z dwóch działań, przekroju i sumy, względem drugiego),
- {\displaystyle C\setminus (A\cap B)=(C\setminus A)\cup (C\setminus B)} oraz {\displaystyle C\setminus (A\cup B)=(C\setminus A)\cap (C\setminus B)}[16]     (prawo De Morgana).

Ponadto,
- {\displaystyle A\subseteq B} wtedy i tylko wtedy, gdy {\displaystyle A\cap B=A.}

### Operacje nieskończone
Własności przekroju skończenie wielu zbiorów uogólniają się na przekrój rodzin indeksowanych zbiorów. Niech {\displaystyle \{A_{i}:i\in I\},} {\displaystyle \{B_{i}:i\in I\}} oraz {\displaystyle \{C_{j,k}:j\in J\ \wedge \ k\in K\}} będą indeksowanymi rodzinami zbiorów, gdzie zbiory indeksów {\displaystyle I,J,K} są niepuste. Niech {\displaystyle D} będzie dowolnym zbiorem. Wówczas
- {\displaystyle \bigcap _{i\in I}(A_{i}\cap B_{i})=\bigcap _{i\in I}A_{i}\cap \bigcap _{i\in I}B_{i}}[17]
- {\displaystyle \bigcap _{i\in I}A_{i}\cup \bigcap _{i\in I}B_{i}\subseteq \bigcap _{i\in I}(A_{i}\cup B_{i})}
- {\displaystyle D\cap \bigcap _{i\in I}A_{i}=\bigcap _{i\in I}(A_{i}\cap D)}[18]
- {\displaystyle D\cup \bigcap _{i\in I}A_{i}=\bigcap _{i\in I}(A_{i}\cup D)}[18]
- {\displaystyle D\setminus \bigcap _{i\in I}A_{i}=\bigcup _{i\in I}D\setminus A_{i}}[19]
- {\displaystyle \bigcap _{j\in J}\bigcap _{k\in K}C_{j,k}=\bigcap _{k\in K}\bigcap _{j\in J}C_{j,k}}
- {\displaystyle \bigcup _{j\in J}\bigcap _{k\in K}C_{j,k}\subseteq \bigcap _{k\in K}\bigcup _{j\in J}C_{j,k}}

### Związek z funkcjami
Dla dowolnej funkcji {\displaystyle f\colon X\longrightarrow Y,} dowolnej rodziny indeksowanej {\displaystyle \{A_{i}:i\in I\}} podzbiorów zbioru {\displaystyle X} oraz dla dowolnej rodziny indeksowanej {\displaystyle \{B_{j}:j\in J\}} podzbiorów zbioru {\displaystyle Y,} zachodzą następujące dwa stwierdzenia:
- {\displaystyle f^{-1}[\bigcap _{j\in J}B_{j}]=\bigcap _{j\in J}f^{-1}[B_{j}]}[20] (inaczej mówiąc, przeciwobraz przekroju jest przekrojem przeciwobrazów);
- {\displaystyle f[\bigcap _{i\in I}A_{i}]\subseteq \bigcap _{i\in I}f[A_{i}]}[21] (czyli obraz przekroju jest zawarty w przekroju obrazów).

### W zbiorze potęgowym
Jeśli wszystkie rozważane zbiory są podzbiorami ustalonego {\displaystyle U} (tzw. uniwersum) oraz {\displaystyle {\mathcal {P}}(\mathbf {U} )} jest rodziną wszystkich podzbiorów, tzw.  zbiorem potęgowym, zbioru {\displaystyle U,} to
{\displaystyle ({\mathcal {P}}(\mathbf {U} ),\cup ,\cap ,\setminus ,\varnothing ,\mathbf {U} )}
jest ciałem zbiorów (ogólniej: algebrą Boole’a). Algebra Boole’a ta jest zupełna. Zbiór {\displaystyle U} jest elementem neutralnym operacji części wspólnej {\displaystyle \cap .}
Zapis
{\displaystyle \bigcap {\mathcal {A}},}
gdy {\displaystyle {\mathcal {A}}=\varnothing } (tzn. gdy {\displaystyle {\mathcal {A}}} jest rodziną pustą) nie ma matematycznego sensu.